# Stratavarious
 (février 2021).
Si vous disposez d'ouvrages ou d'articles de référence ou si vous connaissez des sites web de qualité traitant du thème abordé ici, merci de compléter l'article en donnant les références utiles à sa vérifiabilité et en les liant à la section « Notes et références ».
Stratavarious est un album de Ginger Baker publié en 1972.

## Parution
Stratavarious est un album de Ginger Baker le batteur du groupe Cream et publié par Polydor en 1972. 
L'enregistrement de Stratavarious comprend Bobby Tench et le nigérian Fela Kuti.
L'album a été réédité en 1998 aux États-Unis.

## Liste des chansons
Face une
1. Ariwo - (arrangé par Ginger Baker et Fela Kuti  ) - 11:10
2. Tiwa (It's Our Own) - (Fela Kuti) - 5:51

Face deux
1. Something Nice - (Ginger Baker et Fela Kuti) - 4:21
2. Ju Ju - (Tench) - 4:20
3. Blood Brothers 69 - (Baker, Guy Warren) - 8:00

## Musiciens
- Ginger Baker : percussions
- Fela Kuti : voix
- Bobby Tench : basse